# Коммандо из пригорода
«Комма́ндо из пригорода» (англ. Suburban Commando) — американский научно-фантастический семейный комедийный фильм 1991 года с Халком Хоганом, Кристофером Ллойдом и Шелли Дюваль в главных ролях. Режиссёром фильма выступил Берт Кеннеди по сценарию Фрэнка Капелло.
Первоначально фильм назывался «Городской коммандо» и предназначался для Дэнни Де Вито и Арнольда Шварценеггера. Когда они предпочли сниматься в фильме «Близнецы» (1988), сценарий был куплен компанией New Line Cinema в качестве продолжения другого фильма с Халком Хоганом «Все захваты разрешены».

## Сюжет
Межзвёздный воин Шеп Рэмси выполняет задание по поимке межгалактического деспота генерала Суитора. Генерал похитил президента Хашину, правителя целой планеты. Шеп поднимается на борт флагманского корабля Суитора, но не может спасти Хашину, которую убивает Суитор. Раненный Хашиной Суитор превращается в рептилоидное существо. Шепу едва удается спастись, но он успевает взорвать корабль.
Из-за того, что Шепу не удалось спасти президента, его начальник  говорит, что у него «стресс» и ему следует взять отпуск. Раздражённый Шеп случайно разбивает свои системы управления и вынужден совершить аварийную посадку на Землю, где ему придётся находиться до тех пор, пока его космический корабль не починят. Шеп плохо знает земные обычаи, а его вспыльчивость и чувство справедливости создают проблемы со всеми, кого он встречает, например, с уличным артистом-мимом, которому он пытается помочь различными комичными способами, например, освободить его из «невидимого ящика».
Чарли Уилкокс — слабохарактерный архитектор, работающий на склочного и лицемерного Адриана Белтца. Его жена Дженни безуспешно уговаривает его постоять за себя и попросить у Белтца прибавки к зарплате, поскольку счета стали очень дорогими. Чарли пошёл просить прибавки к зарплате у Белтца, но струсил. Чтобы помочь материально, она сдает в аренду сарай Чарли под домик для отдыха, который арендует Шеп. Внешний вид и поведение Шепа нервируют Чарли, и он начинает шпионить за своим гостем. Вскоре он обнаруживает передовое оборудование Шепа и начинает экспериментировать с ним, не зная, что источники энергии можно отследить, а местонахождение Шепа отслеживают люди Суитора. Они посылают за Шепом пару межгалактических охотников за головами. Для починки корабля Шепу также требуется несколько редких кристаллов, ближайшие образцы которых можно найти в кабинете Белтца. Чарли помогает Шепу попасть в кабинет своего босса во время корпоративной вечеринки, пока охотники за головами не загнали их в угол. Победив в яростной схватке, Шеп и Чарли отправляются домой и чинят корабль.
После поражения охотников за головами на Землю прибывает Суитор, спасшийся после уничтожения своего корабля. Он берёт в заложники семью Чарли, заставляя того привести его к Шепу. Суитор начинает пытать Шепа, получая удовольствие перед тем, как убить воина. Найдя в себе мужество, Чарли ранит Суитора, который затем превращается в свою чудовищную форму. Физически не справившись с ним, Шеп вынужден отправить свой корабль на самоуничтожение. Ему и Чарли удается спастись от взрыва корабля, который навсегда уничтожает Суитора.
Шеп покидает Землю на корабле охотников за головами. Он забирает с собой секретаршу Белтца, Марджи, надеясь на тихую семейную жизнь. Чарли, однако, стал смелее от пережитого; он появляется в офисе Белтца на следующее утро, кричит на своего босса при свидетелях и в конце концов увольняется с неблагодарной работы, даже после того, как был предан ему и не остался без повышения или продвижения по службе. Позже Чарли решает свою последнюю проблему, используя одно из оружий Шепа, чтобы уничтожить надоедливый набор светофоров, которые никогда не менялись в нужное время, под одобрительные возгласы других автомобилистов.

## В ролях
- Халк Хоган — Шеп Рэмзи
- Кристофер Ллойд — Чарльз Уилкокс
- Шелли Дюваль — Дженни Уилкокс
- Ларри Миллер — Адриан Бельц
- Марк Кэлвей — Охотник за головами
- Джек Элам — Полковник Дастин «Дасти» МакХауэлл

## Оценки
На Rotten Tomatoes фильм получил рейтинг одобрения 15 % на основе 13 рецензий.
Роджер Эберт отметил: «Это второй фильм с участием Халка Хогана, человека, который выглядит как герой комиксов. Диапазон Хогана ограничен, но не так ограничен, как фильмы, в которых он снимался. Несмотря на то, что его публичный образ часто ориентирован на детей — существует целая линия игрушек Халка Хогана — его первый фильм „Все захваты разрешены“ (1989) был удивительно жестоким, сексистским и пропитанным кровью. Теперь вот „Коммандо из пригорода“, который по крайней мере безобиден, но в котором у Халкстера так мало дел, что его поклонники могут задаться вопросом, зачем он вообще это сделал».